# وزنیتس
وزنیتس (به انگلیسی: Wesenitz) رودخانه‌ای است که در آلمان جریان دارد.